# Lubián
Lubián település Spanyolországban,  Zamora tartományban. Lubián Pías, Porto de Sanabria, Requejo, Hermisende és A Mezquita községekkel határos. Lakosainak száma 290 fő (2024).

## Népesség
A település népessége az utóbbi években az alábbiak szerint változott:
| Lakosok száma | 367  | 362  | 377  | 377  | 358  | 342  | 313  | 307  | 305  | 290  |
|               | 2001 | 2004 | 2007 | 2009 | 2012 | 2014 | 2017 | 2019 | 2022 | 2024 |